# Polkovnik (Pakistan)
Polkovnik (angleško Colonel) je najvišji častniški vojaški čin Pakistanske kopenske vojske, ki v sklopu Natovega standarda STANAG 2116 sodi v razred OF-5. Čin je bil neposredno prevzet po istem britanskem činu, pri čemer so zamenjali krono s polmescem z zvezdo in tudi preoblikovali zvezdo.
Nadrejen je činu podpolkovnika in podrejen činu brigadnega generala. Enakovreden je činu kapitana skupine Pakistanskega vojnega letalstva, činu kapitana Pakistanske vojne mornarice in činu/položaju namestnika generalnega inšpektorja Pakistanske obalne straže.
Oznaka čina je sestavljena iz dveh zvezd Pakistana in polmeseca s peterokrako zvezdo., ki je pritrjena na epoleto; v primerjavi z nižjimi čini, ki imajo na epoleti še oznako rodova oz. službe kopenske vojske ter na dnu epolete tudi prepleteno vrvico škrlatno-pakistansko zelene-škrlatne barve, ima epolete le oznako čina.